# 구와바라 미즈키
쿠와바라 미즈키(桑原 みずき,くわばら みずき , 1992년 2월 19일 - )는 일본 여성 아이돌 그룹 SKE48의 전 멤버이다. 동생은 에이벡스 댄서 쿠와바라 아야네

## 개요
- 2013년 5월 6일에 꿈을 이루기 위해 팀S 멤버 다카다 시오리.히라마츠 카나코.야가미 쿠미.팀KII 멤버 아카에다 리리나.오기소 시오리.하타 사와코.팀E 멤버 우에노 카스미.하라 미나미.연구생 멤버 코바야시 에미리와 졸업. 히라마츠 카나코와 빅파파 소속.